# David Jung
David Jung (nacido el 17 de enero de 1980 en Kłecko) es un cantante de ópera polaco, poeta, escritor, crítico literario y teatral, editor, investigador y creador de la cultura, historiador, conservador de museos, diseñador de rutas culturales.

## Biografía

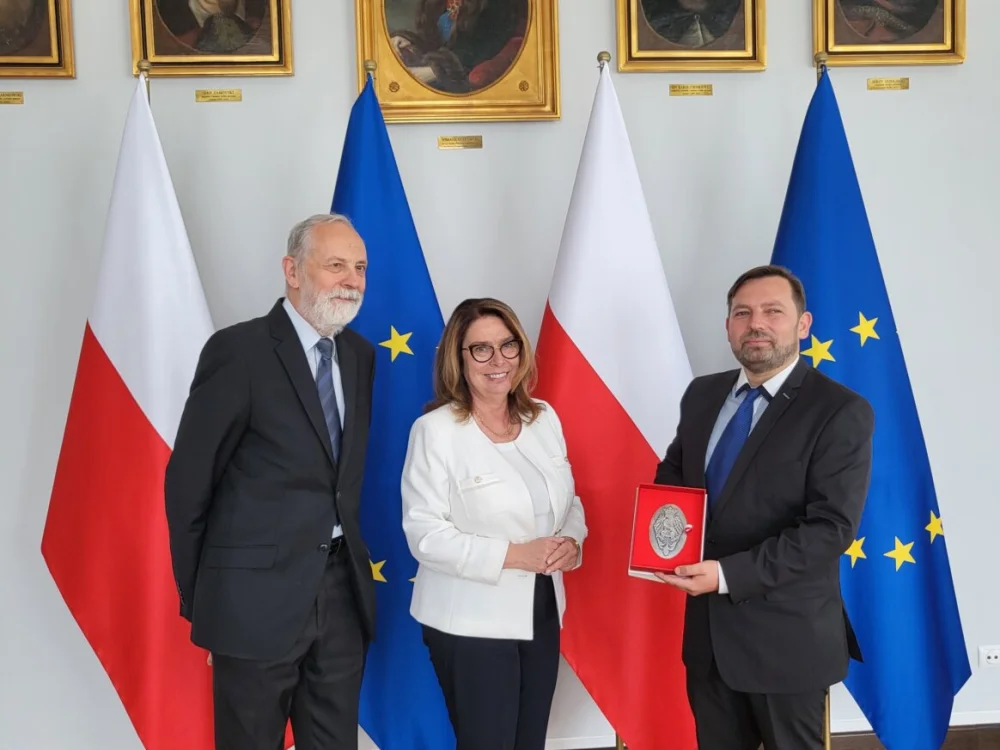
Dawid Jung, por sus destacadas contribuciones, fue condecorado por el Senado de la República de Polonia con la Medalla del Senado (2024)

Es el director del Museo de Órganos Electrónicos Polacos  y el editor en jefe de la revista cultural de alcance nacional "Zeszyty Poetyckie". Por su actividad artística, científica y cultural hasta la fecha, ha recibido numerosos premios y condecoraciones estatales de prestigio, como: Medalla en honor a Juliusz Słowacki (2009), Medalla de Arte Joven (2014), Medalla del Milenio del Congreso de Gniezno (2014), Premio a Jóvenes Periodistas (otorgado por la Asociación de Periodistas Polacos) (2016), Premio Magallanes (2016), Premio en honor a Bolesław Leśmian (2017), Condecoración de Honor "Mérito para la Cultura Polaca" (2018), Premio Literario e Histórico Identitas (2019), Medalla de Joven Positivista (2019), Medalla "Cuidador de los Lugares de Memoria Nacional" (2020), Cruz de San Juan Pablo II (2021), Cruz Oficial (clase I) de la Cruz Negra Polaca (2021), Medalla del Centenario de la Recuperación de la Independencia (2022), Distintivo "Mérito para la Asociación de Escritores Polacos" (2023), entre otros.
Desde 2023, se desempeña como vicepresidente de la Asociación de Escritores Polacos en Poznań.

## Obras
- 312685 powodów (2006)
- Wierszopisowie Kłecka w latach 1590–1623. Przyczynki do historii kultury staropolskiej (2012)
- Gdańskie hymny Jakuba Gembickiego (2014)
- Poemat o mówieniu prawdy (2014)
- Glosy (2017)
- Polska, ulubiona masochistka Europy (2017)
- Karaoke (2018)
- Legendy królewskiego miasta. Z przekazów ustnych zebrał i opracował Dawid Jung (2018)
- #SPAM (2020)
- Ostatni rybałci polszczyzny. Poeci ludowi XIX wieku związani z Ełkiem (2020)
- To je wiôldżé. Antologia poetów kaszubskich okresu międzywojennego (2020)
- Legendy zamku ełckiego (2021)
- Szlak. Znani Nieznani (2021)
- Szczecińskie legendy (2023)